# تتیسور
تتیسور(نام علمی: Tethysaurus) نام یک سرده از تیره موساسوریان است.